# Woolgarston
Woolgarston – wieś w Anglii, w hrabstwie Dorset. Leży 31 km na wschód od miasta Dorchester i 165 km na południowy zachód od Londynu.